# 塔氏马先蒿
塔氏马先蒿（学名：Pedicularis tatarinowii）为列当科马先蒿属的植物，是中国的特有植物。分布在中国大陆的河北、山西、内蒙古等地，生长于海拔2,000米至2,300米的地区，常生长在高山上，目前尚未由人工引种栽培。